# Vladimír Remek
Vladimír Remek (České Budějovice, 1948. szeptember 26.–) csehszlovák űrhajós.

## Életpálya
A katonai főiskola elvégzése után, 1970-ben repülőtisztté avatták. 1975-ben elvégezte a repülőakadémiát. 1976-ban elvégezte a katonai légierő-akadémiát. Ugyanebben az évben űrhajóskiképzést kapott. Ő az első űrhajós, aki nem szovjet vagy amerikai nemzetiségű. 1990-ben Prágában a katonai Repülési és Űrhajózási Múzeum igazgatója lett. 1995-től egy cseh vállalatot képvisel Moszkvában. 2002-től a cseh nagykövetség munkatársa. 2004-ben beválasztották az Európai Parlamentbe; 2009-ben újraválasztották.

## Családi kapcsolat
Apja, Jozef Remek a csehszlovák hadsereg altábornagya volt. 1973–1975 között a honvédelmi miniszter helyettese, 1976–1989 között a légierőért és a légvédelemért felelős parancsnok.

## Űrrepülés
1978. március 2. – 1978. március 10. között az Interkozmosz-program keretében Alekszej Gubarjev űrhajó parancsnok mellett a Szojuz–28 kutató pilótája. Biztonsági tartaléka Oldřich Pelčák űrhajós volt.

## Kitüntetések
- Megkapta a Szovjetunió Hőse kitüntetést.
- A 2552 Remek kisbolygót róla nevezték el.